# Проєкт розподілу території
Проє́кт розпо́ділу терито́рії — містобудівна документація, яка розробляється для мікрорайону (кварталу) чи його частини з метою розмежування земельних ділянок.
Проєктом розподілу території визначаються площі та межі:
- прибудинкових територій існуючих і запроєктованих жилих будинків;
- земельних ділянок, на яких розміщують громадські споруди та інші об'єкти містобудування;
- надлишків земельних ділянок, призначених для подальшого спорудження жилих і громадських будинків і споруд та іншого використання (при розподілі території існуючої забудови);
- територій загального користування;
- територій обмеженого користування земельною ділянкою, встановленого згідно з договором, рішенням суду або в іншому визначеному законом порядку.

Рішення про розроблення та затвердження проєктів розподілу території приймаються відповідними радами.
Проєкт розподілу території є основою для визначення меж земельних ділянок на територіях існуючої забудови для розташування будинків і споруд, розроблення відповідної землевпорядної документації та оформлення в установленому законодавством порядку правовстановлюючих документів власникам, співвласникам, орендарям, а також встановлення меж земельної ділянки в натурі.
Площі окремих земельних ділянок та територій при розробленні проєкту розподілу території визначаються з урахуванням державних будівельних норм і детального плану території (проєкту забудови території).
Порядок розроблення проєктів розподілу території встановлюється спеціально уповноваженим центральним органом виконавчої влади з питань містобудування та архітектури.